# ISO 19011
ДСТУ ISO 19011:2012 «Настанова щодо здійснення аудитів систем управління» (Guidelines for auditing management systems) — міжнародний стандарт, котрий має настанови з аудиту системи управління підприємства.
Стандарт ISO 19011:2011 «Керівництво з проведенню аудиту систем управління» розроблений підкомітетом «Допоміжні технології» технічного комітету ISO/TC 176 «Управління якістю та підтвердження якості».
У порівнянні з першою редакцією стандарту, опублікованою в 2002 році, яка застосовувалася тільки до стандартів ISO 9001 (управління якістю) та ISO 14001 (управління навколишнім середовищем), сфера застосування стандарту ISO 19011:2011 «Керівництво з проведення аудиту систем управління» розширилася і відобразила існуючі точки зору на ситуацію і складності аудитів численних стандартів на системи управління. 
Стандарт допоможе користувачам організації оптимізувати і спростити інтеграцію їхніх систем управління, а також застосовувати єдиний аудит цих систем, раціоналізувати процедуру аудиту, скоротити дублювання зусиль і перерви в роботі відділів, що перевіряються.
У порівнянні з редакцією 2002 року в стандарт було додано поняття ризику і  встановлені вимоги до компетентності команди аудиторів та окремих аудиторів. Також визнана важливість застосування технологій при віддаленому аудиті, наприклад, проведення віддалених інтерв'ю і перегляду документації». 

## Структура стандарту ISO 19011
ISO 19011 має розділи:
Розділ 3 «Терміни та визначення»
Розділ 4 «Принципи аудиту»
Розділ 5 «Управління аудитом»
Розділ 6 «Проведення аудиту»
Розділ 7 «Компетентність та оцінка аудиторів»

## Оновлення стандарту
Новий стандарт ISO 19011:2018 “Guidelines for auditing management systems”, затвердили у липні 2018 р.
Це вже третя версія стандарту з моменту його виходу у 2002 р. Оновлений стандарт ISO 19011:2018 "Настанова для аудитів систем менеджменту" введений у липні 2018 р. Стандарт містить 7 розділів, Додаток А та бібліографію з 4-х найменувань.
Основні відмінності у порівнянні з другим виданням  стандарту ( ISO 19011:2011):
- доповнений підхід до принципів аудиту, що ґрунтується на оцінці ризику;
- розширено керівництво з управління програмою аудиту, включаючи ризик програми аудиту;
- розширено керівництво з проведення аудиту, зокрема, розділ про планування аудиту;
- розширено загальні вимоги щодо компетенції для аудиторів;
- проведено коригування термінології для відображення процесу, а не об'єкта ("речі");
- вилучені додатки, що містять вимоги до компетенції для аудиту окремих дисциплін системи менеджменту (через велику кількість окремих стандартів системи менеджменту не - *було б практичної вимоги включити вимоги до компетенції для всіх дисциплін);
- розширено Додаток А для надання рекомендацій щодо аудиту таких нових концепцій, як контекст організації, лідерство та зобов'язання, віртуальні аудити, дотримання -
- відповідності та ланцюжок постачань.

В ISO 19011 включено 2 додатки:

## Див.
- ISO 9000
- ISO 14000
  - Екологічний аудит
- OHSAS 18000
- ISO 27000 (ISO/IEC 27001)